# Défilé du 11 novembre 1943 à Oyonnax
Vous lisez un « bon article » labellisé en 2015.
Le défilé du 11 novembre 1943 à Oyonnax est l'une des actions les plus emblématiques de l'histoire du maquis de l'Ain et du Haut-Jura et de la Résistance intérieure française. Durant la Seconde Guerre mondiale, alors que le gouvernement du maréchal Philippe Pétain interdit toutes cérémonies commémoratives de l'armistice de 1918, les chefs du maquis décident de passer outre l'interdiction et organisent un défilé dans les rues d'Oyonnax, en zone occupée. Le maquis subit des représailles et, par la suite, le maire de la ville ainsi qu'un de ses adjoints sont fusillés. L'événement est rapidement médiatisé, notamment le 31 décembre 1943 dans un faux numéro du Nouvelliste. La presse anglo-saxonne relaie l'information tandis qu'Emmanuel d'Astier de La Vigerie en informe lui-même Winston Churchill. C'est ce défilé qui aurait achevé de le convaincre de la nécessité d'armer la Résistance française.
Après-guerre, Oyonnax a été récompensée par la médaille de la Résistance qui figure sous son blason.

## Préparation
Le 11 novembre 1943 représente le vingt-cinquième anniversaire de l'armistice de 1918. L'État français, sous le gouvernement du maréchal Philippe Pétain, interdit toutes cérémonies commémoratives de la victoire des Alliés sur l'Empire allemand. Malgré l'interdiction, les chefs de la résistance intérieure décident de déposer des gerbes au pied de plusieurs monuments aux morts. Le chef des maquis de l'Ain, le capitaine Henri Romans-Petit, organise alors un défilé pour contrer l'image de terroristes que le maréchal Pétain voulait donner aux maquisards.

### Tactiques pour tromper l'occupant
Les Mouvements unis de la Résistance avaient appelé à manifester dans plusieurs villes le 11 novembre 1943, en déposant une gerbe aux Monuments aux Morts portant l'inscription « Les vainqueurs de demain à ceux de 14-18 ». Romans Petit, chef départemental de l'Armée secrète et des Maquis de l'Ain, décide d'aller au-delà et, de faire défiler ses maquisards en armes. Le lieu est maintenu secret. Le bureau départemental des M.U.R. ne sera prévenu que la veille. Des dépôts de gerbe ont lieu à Bourg-en-Bresse, Nantua, Ambérieu-en-Bugey, Bellegarde, Belley, Meximieux, Hauteville, Virieu-le-Grand, Cormoranche, Montréal, Seyssel, Grièges et Saint-Rambert-en-Bugey. L'inscription « Les vainqueurs de demain à ceux de 14-18 » est présente sur chacune des gerbes précitées. À Nantua, il y a en sus un défilé de près de 300 personnes qui terminent par le chant de La Marseillaise.
La ville d'Oyonnax est choisie pour l'activité intense de l'armée secrète locale. La manifestation est préparée par Noël Perrotot, Élie Deschamps et Gabriel Jeanjacquot, tous trois Oyonnaxiens connaissant bien la ville. Deux hommes sont chargés de sécuriser et de neutraliser la ville. Il s'agit d'Henri Girousse et d'Édouard Bourret, lesquels obtiennent le concours du commissaire de police et du capitaine de gendarmerie, ainsi que la neutralisation du central téléphonique.

### Uniformes et armement
Les maquisards étaient vêtus chacun d'un blouson de cuir, d'une culotte verte, d'un ceinturon et d'un béret. Ces uniformes provenaient de la première action d'envergure réalisée par le maquis sous la direction d'Henri Romans-Petit : la prise du dépôt d'intendance des Chantiers de la jeunesse à Artemare, dans la nuit du 10 septembre 1943.
Afin de présenter l'image d'une troupe bien organisée militairement et donc d'assurer l’uniformité de leur armement, certains maquisards défilèrent avec de faux pistolets mitrailleurs « Sten » en bois qu'ils avaient eux-mêmes fabriqués.

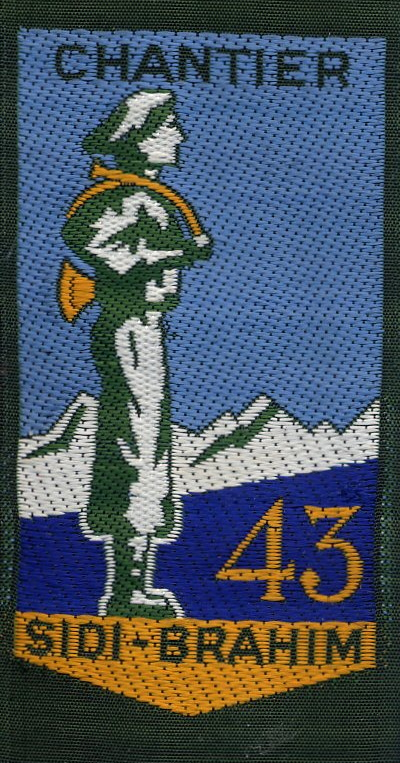
Insigne du CJF d'Artemare.
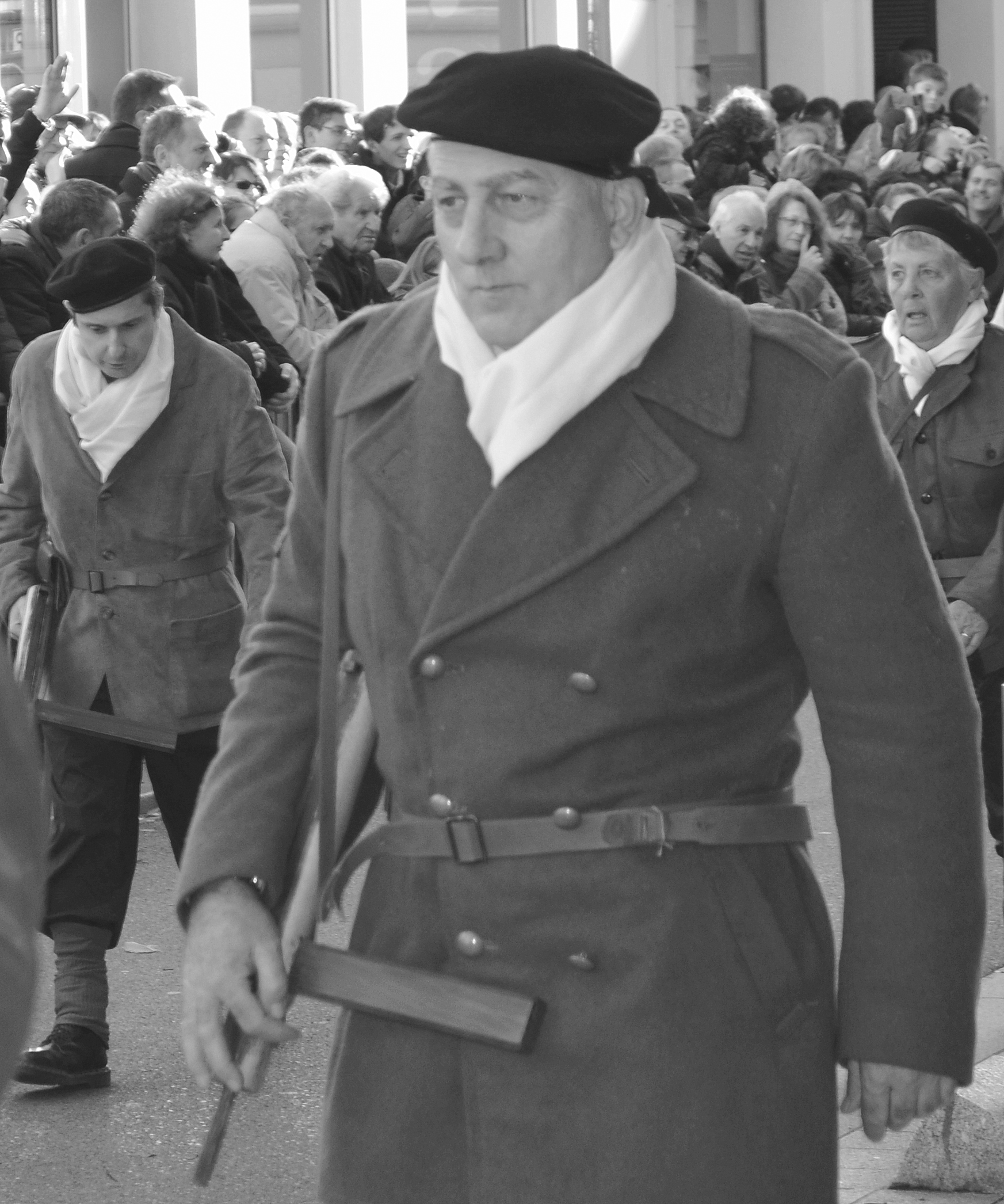
Comédien en béret lors de la reconstitution du défilé, le 11 novembre 2013 (70e anniversaire).
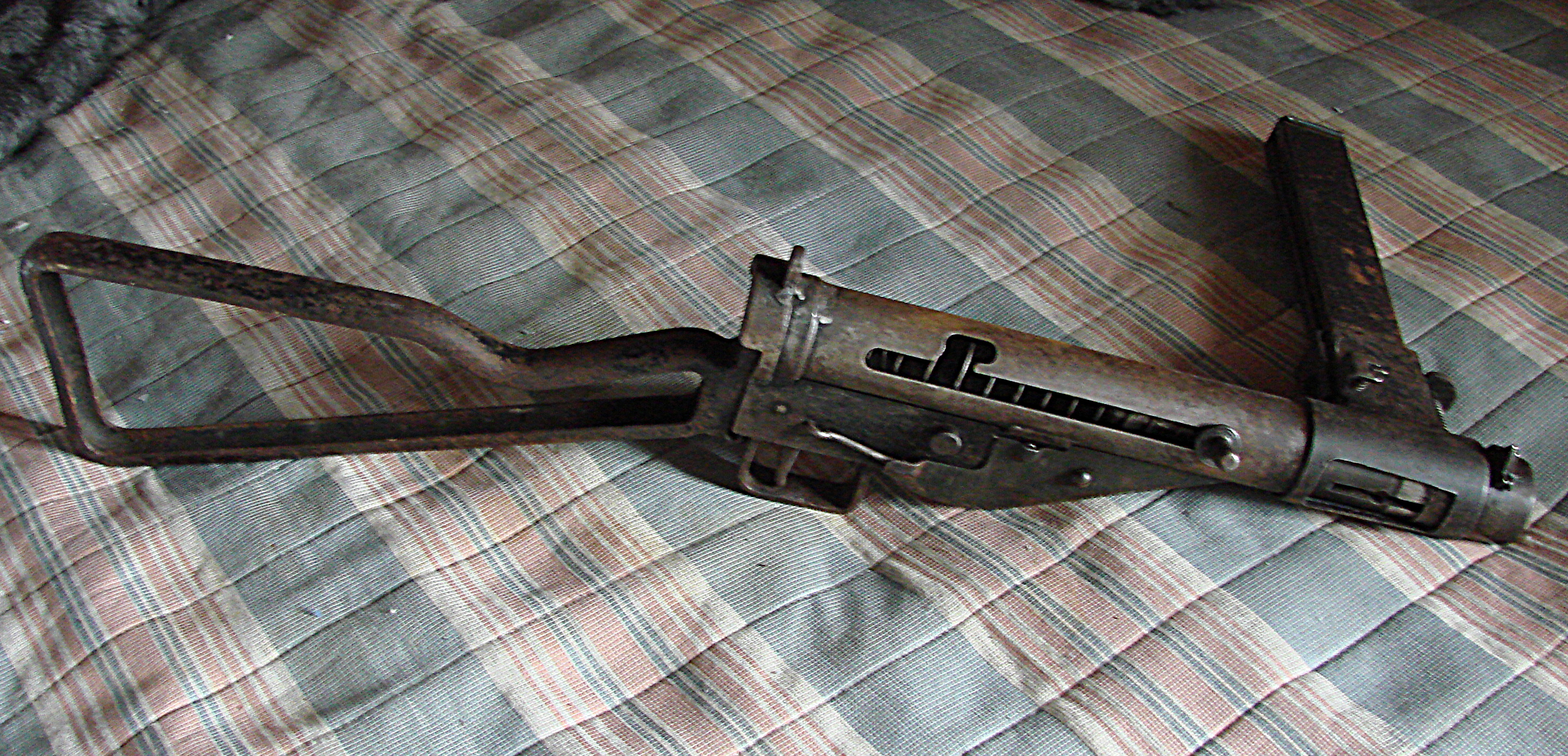
Pistolet-mitrailleur Sten des maquis de l'Ain.

## Le défilé du 11 novembre 1943

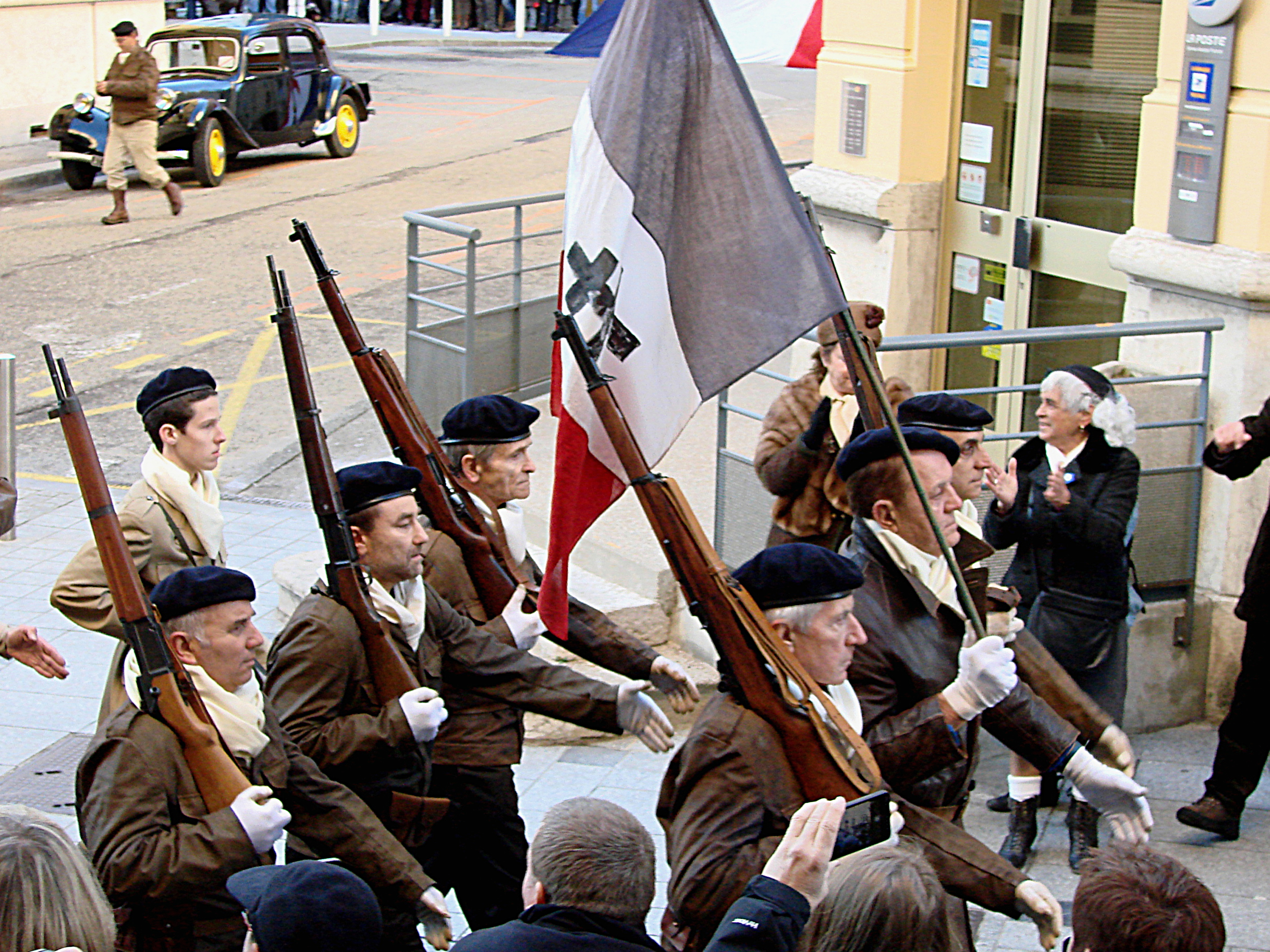
Une croix de Lorraine sur un drapeau lors de la reconstitution du défilé, le 11 novembre 2013.

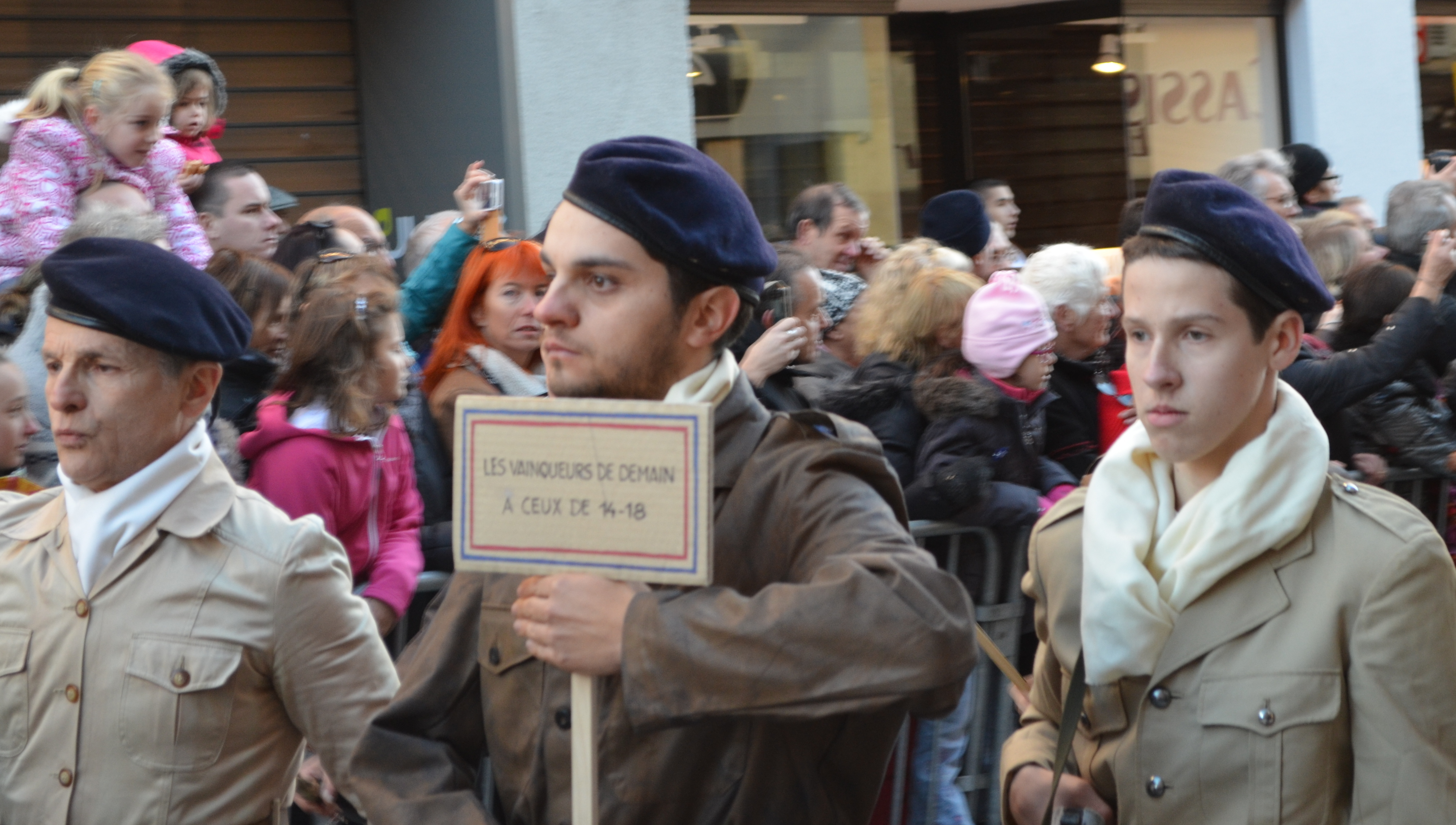
L'inscription Les vainqueurs de demain à ceux de 14-18 lors de la reconstitution du défilé, le 11 novembre 2013.

Vers midi, ce 11 novembre, environ deux cents maquisards de l'Ain et du Haut-Jura, aux ordres du colonel Henri Romans-Petit, prennent possession de la ville d'Oyonnax. Ils défilent jusqu'au monument aux morts, marchant au pas, au son du clairon, avec le drapeau français en tête. Ils déposent une gerbe en forme de croix de Lorraine portant l'inscription :

« Les vainqueurs de demain à ceux de 14-18 »

Durant le défilé, la sécurité est assurée par des maquisards masqués. Il s'agit d'Oyonnaxiens chargés de surveiller la foule pour repérer d'éventuels miliciens, ou collaborateurs. Le masque, un tissu blanc avec deux trous pour les yeux, et glissé sous le béret sert à dissimuler l'identité des maquisards afin d'éviter des représailles à l'encontre de leurs proches vivant dans la commune.
Après une minute de silence, et une Marseillaise entonnée avec la foule, ils repartent en chantant « Vous n'aurez pas l'Alsace et la Lorraine » rejoignant les camions qui les ramènent vers leurs camps dans la montagne.

### Actions simultanées
Le même jour, une gerbe portant la même inscription — « Les vainqueurs de demain à ceux de 14-18 » — est également déposée aux monuments aux morts des communes de Nantua, Belley, Hauteville, Meximieux, Seyssel et Saint-Rambert-en-Bugey.
À Bourg-en-Bresse, avant l'heure du lever, le chef maquisard du secteur, André Levrier, et ses compagnons se rendent à proximité du socle où était posé un buste d'Edgar Quinet avant son enlèvement par les Allemands, et mettent en place un buste de Marianne frappé des lettres « RF », pour République française, et un drapeau de la France à croix de Lorraine. Dans le même temps, un groupe se rend au monument aux morts pour y déposer la gerbe. Lorsque cela est découvert, les Allemands font tout retirer.

## Conséquences du défilé

### Conséquences médiatiques
Événement éminemment symbolique et médiatique, le défilé du 11 novembre 1943 à Oyonnax a un retentissement important en France et à l'étranger.
La manifestation est couverte par André Jacquelin (texte et photographies), le seul journaliste des maquis de l’Ain. Un film est également tourné par le maquisard Raymond Jaboulay, fils d'Henry Jaboulay.
Le reportage d'André Jacquelin est publié par Bir Hakeim, « Journal républicain mensuel paraissant malgré la Gestapo, malgré le négrier-gauleiter Laval et le gouvernement de Vichy » dans son numéro de décembre 1943.
L'événement est également rapporté le 31 décembre 1943 dans un faux numéro du Nouvelliste, un quotidien lyonnais collaborationniste (interdit de publication pour cause de collaboration après guerre). Réalisé par les Mouvements unis de la Résistance et tiré à 30 000 exemplaires, ce journal sera distribué entre 5 et 7 heures du matin dans les kiosques et chez les marchands de journaux de Lyon par des Groupes Francs de la Résistance lyonnaise, les vrais exemplaires étant confisqués au motif de censure.
Ont notamment participé à la rédaction de ce numéro apocryphe et sans signature : Marcel Grancher et Pierre Scize, Henry Jaboulay, peut-être Eugène Pons, Yves Farge et Jacques Bergier.
Les articles et les photographies sont publiés dans la presse anglo-saxonne, notamment par le New York Times.

### Représailles
Le gouvernement de Vichy reçoit un rapport des renseignements généraux le 13 novembre 1943, qui mentionne :

« […] cette journée du 11 novembre 1943 détermine assez exactement le peu de cas qu'il est fait du gouvernement actuel […] Il apparaît utile de noter, à propos des incidents d'Oyonnax, la forte impression qu'a produit sur la population de cette ville, le défilé des “Jeunes du maquis”. […] Face aux évènements politiques qui bouleversent notre territoire et notre empire, certains n'écartent pas l'hypothèse, dans un temps prochain, d'un prompt rétablissement de l'ordre, grâce à ces cohortes encadrées par des officiers spécifiquement français. »

— Rapport de la direction centrale des renseignements généraux le 13 novembre 1943.
Par crainte que les maquisards ne s'attirent la sympathie des populations, le gouvernement décide de mener successivement deux actions répressives dans le Haut-Bugey. La première mobilise un groupe de 500 hommes des groupes mobiles de réserve (GMR) le 18 novembre 1943 pour attaquer le camp des Granges. Cependant, la seule voie permettant de rejoindre la ferme est difficile d'accès et les tirs de riposte obligent les troupes à battre en retraite. Une seconde attaque est programmée avec 1 500 GMR. Un des chefs du maquis organisateur du défilé du 11 novembre, Élie Deschamps, apprend que quelques chefs des GMR craignent cette nouvelle attaque contre le maquis car ils estiment son effectif à un millier d'hommes. Celui-ci n'est pourtant que de 90 personnes à la ferme des Granges lors de la première attaque. Élie Deschamps prend contact avec un officier de la garde mobile, qu'il appelle Vincent. Il est l'un des responsables des troupes allant attaquer la ferme. Les deux hommes passent un accord : le camp sera évacué au moment de l'attaque. Les GMR pourront alors récupérer une arme et des journaux clandestins comme preuve de leur victoire. Les Allemands ne sont pas dupes de l'inefficacité des GMR, aussi décident-ils d'organiser une rafle pour dissuader la population d'aider le maquis. Elle a lieu à Nantua, où indistinctement ils arrêtent 120 hommes âgés de 18 à 40 ans, parmi eux des élèves du collège. Ils sont envoyés à Compiègne puis au camp de concentration de Buchenwald. Le docteur Émile Mercier, dénoncé comme étant le chef du secteur C5 de l'Ain de l'Armée secrète, est emmené en traction par le Sipo/Sd. Il est fusillé à Maillat.

### Conséquences politiques
Quelques semaines plus tard, la presse anglo-saxonne diffuse l'information concernant le défilé. À Londres, Emmanuel d'Astier de La Vigerie en informe lui-même Winston Churchill. C'est le défilé du 11 novembre 1943 à Oyonnax qui a, dit-on, achevé de convaincre Winston Churchill de la nécessité d'armer la Résistance française,. D'autres conséquences du défilé ont lieu au cours des mois suivants : le maire d'Oyonnax Paul Maréchal et son adjoint Auguste Sonthonnax sont fusillés en décembre 1943.
Oyonnax a été récompensée de son attitude et de son enthousiasme par la médaille de la Résistance qui figure sous son blason.

## Les participants au défilé
Les participants au défilé sont les chefs des maquis ainsi que des hommes des camps de Morez et de Corlier. L'organisation du défilé est décrite ci-dessous,.
| (Groupe franc protection) Roger Tanton                          |                                                                        |                   |                                                                |                                             |
| Officiels                                                       |                                                                        |                   |                                                                |                                             |
| (Groupe franc protection) René Mérigneux                        | Henri Petit, alias Romans (chef des maquis de l'Ain)                   |                   | Henry Jaboulay, alias Belleroche (chef régional des maquis)    | (Groupe franc protection) Louis Cini        |
| (Groupe franc protection) Francis Hérin                         | Charles Mohler, alias Duvernois (adjoint-chef régional)                |                   | Lucien Bonnet, alias Dunoir (adjoint-chef régional secteur R1) | (Groupe franc protection) Maurice Chevalier |
| Garde du drapeau                                                |                                                                        |                   |                                                                |                                             |
| (Responsable groupe franc protection) Pierre Chassé, alias Ludo | Jean Chevalier                                                         | Raymond Mulard    | Roger Grelounaud                                               |                                             |
| (Groupe franc protection) Raymond Massacrier                    | Charles Sartory                                                        | Marcel Grummault  | Jean Vandeville                                                | (Groupe franc protection) Michel Jacquet    |
| Clique                                                          |                                                                        |                   |                                                                |                                             |
|                                                                 | Marcel Lugand                                                          | Stéphane Vighetti | Philippe Curtet                                                |                                             |
| Porteurs de la gerbe                                            |                                                                        |                   |                                                                |                                             |
|                                                                 | Marius Roche                                                           | Julien Roche      | René Escoffier                                                 |                                             |
| Sections                                                        |                                                                        |                   |                                                                |                                             |
|                                                                 | Officier 1re section Jean-Pierre de Lassus Saint-Geniès, alias Legrand |                   |                                                                |                                             |
| 1re section - camp de Morez                                     |                                                                        |                   |                                                                |                                             |
|                                                                 | Officier 2e section Pierre Marcault, alias Marco                       |                   |                                                                |                                             |
| 2e section - camp de Morez                                      |                                                                        |                   |                                                                |                                             |
|                                                                 | Officier 3e section Henri Girousse, alias Chabot                       |                   |                                                                |                                             |
| 3e section - camp de Corlier                                    |                                                                        |                   |                                                                |                                             |
|                                                                 | Officier en serre file Jean Vaudan, alias Verduraz                     |                   |                                                                |                                             |

### Composition des sections 1 et 2 du camp de Morez
- Georges Alloin
- Pierre Assadas
- Marc Bayon
- Robert Bernachon
- Jean Billard
- Victor Bolcato
- René Bonnaud
- Georges Carroz
- Jean Caufiez
- Georges Cerciat
- Ferutio Charadia
- Noël Chavasse
- Jean Chevalier
- Maurice Chevalier
- Louis Cini
- André Clément
- Eugène Collet
- Colombel
- Raymond Comtet
- Philippe Curtet
- Maurice Demia
- Raymond Denton
- Maurice Dubois
- Eugène Dubost
- Roger Dur
- Henri Durand
- René Escoffier
- Christian Finaly
- Marcel Garden
- Honoré Girolamy
- René Golay
- Roger Graver
- Roger Grelounaud
- Jean Grosclaude
- Marcel Grummault
- René Guillemot
- Francis Herin
- Alfred Innocent
- Michel Jacquet
- Pierre Jacquet
- Paul Jubelin Paul
- Marcel Kosperzack
- Auguste Legodec
- Jean Lemine
- Paul Linsolas
- Pierre Marini
- Raymond Marmont
- Raymond Massacrier
- Eugène Mathys
- Jean Mauget
- René Merigneux
- Alexis Mongin
- Jacques Mulard
- Raymond Mulard
- André Murtier
- Marcel Musset
- René Niogret
- Henri Orset
- Georges Page
- Roger Page
- Aimé Parjoie
- René Pechu
- Élie Perret
- Roger Perrin
- René Plantier
- André Plasse
- Jean Pouillard
- Roger Pradat
- Jean-Pierre Prospero
- Marcel Rendu
- Marcel Rochas
- Julien Roche
- Marius Roche
- Jean Rousse
- Charles Sartory
- Gabriel Sinardet
- Roger Tanton
- Pierre Thedenat
- Jacques Therond
- Jean Tisserand
- Georges Tosi
- Jean Vandeville
- Georges Verdaud
- Stéphane Vighetti
- Raymond Vincent
- Maurice Vuillard
- Jean-Baptiste Zwenger

### Composition de la section 3 du camp de Corlier
- Lucien Bellamy
- Floriand Bonardi
- Boulaie
- Alexandre Chappaz
- Jean Chauvin
- Dante Campioli
- Louis Debesse
- Albert Doleatto
- Lucien Fabre
- André Fardel
- Armand Faron
- Henri Girard
- Jean Jacquet
- Georges Lazzarin
- Raymond Legard
- Marcel Lugand
- Paul Maréchal
- Hubert Mermet
- Robert Montinoise
- Neyraud
- Francisque Norbert
- René Nugues
- Raymond Payan
- Jean Planaises
- Henri Prost
- Robert Sordet
- Gaston Zuliani
- René Antoinet

### Composition du groupe des Espagnols (camp de Corlier)
- François Jimenez
- Joseph Lacayo
- Hermenegildo Martinez
- Molinez
- Eustaquio Reinoso
- Sobrino
- Uroz (Jacquy)

## Mémoire

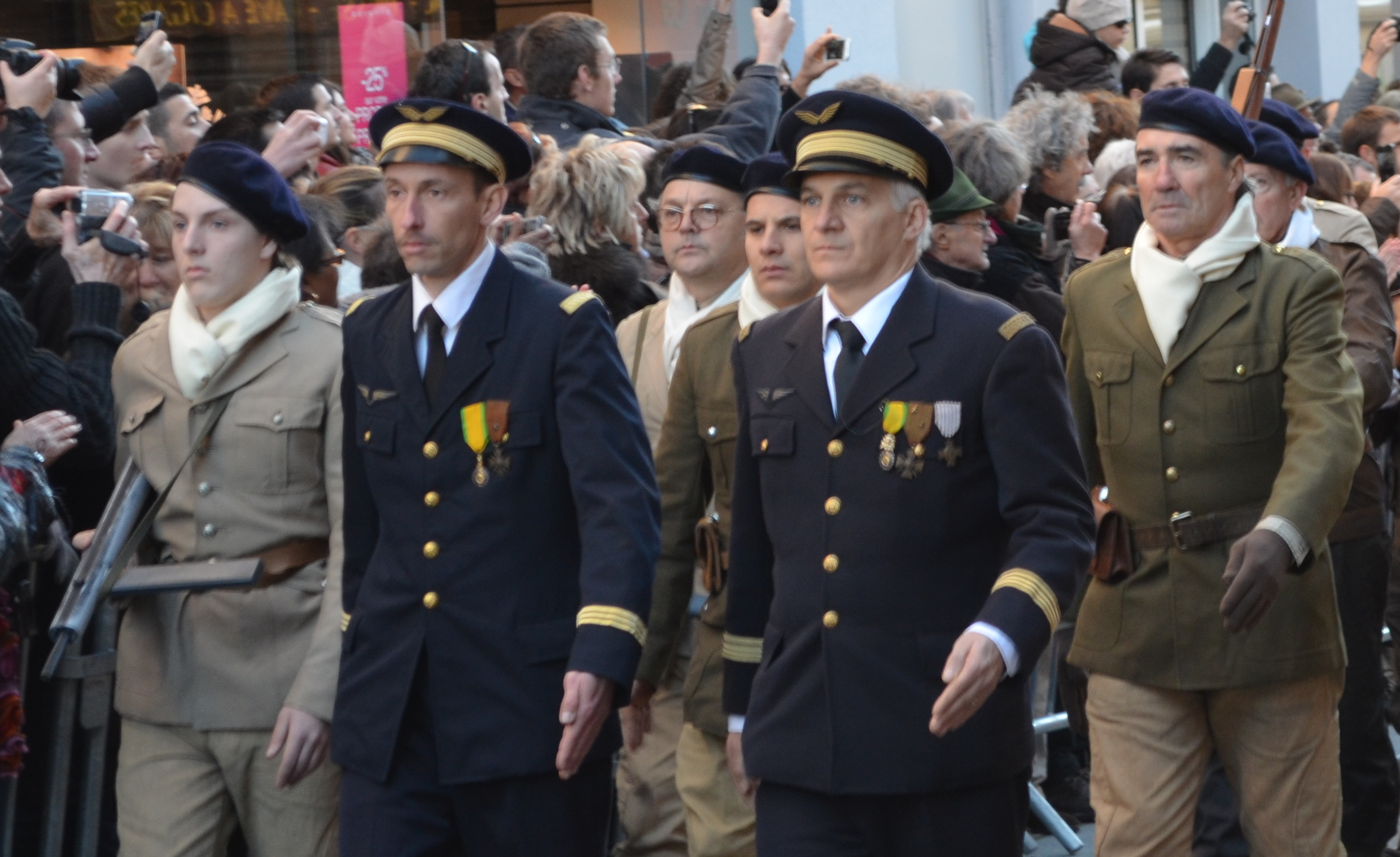
Acteurs interprétant Romans-Petit et Jaboulay lors du du défilé en 2013.

- Un monument d'Oyonnax nommé les « Géants de pierre », œuvre de Charles Machet, rend hommage au Défilé du 11 novembre 1943. Il fut inauguré le 6 juin 1948. Un maquisard inconnu est enterré au pied du monument[15].
- Une plaque apposée au 10 rue de la paix à Oyonnax rappelle que Henri Romans-Petit fut hébergé par la famille Jeanjacquot en novembre 1943[15].
- Il y a une rue Paul-Maréchal et une rue Sonthonnax (des noms du maire et de son adjoint exécutés en représailles) à Oyonnax.
- L'épisode 10 de la saison 5 de la série télévisée Un village français, intitulé L'Alsace et la Lorraine (11 novembre 1943), met en scène un défilé dans la petite ville, largement inspiré des faits réels.

### Célébrations anniversaires
Le 11 novembre à Oyonnax fait traditionnellement l'objet de commémorations impliquant en général les plus hauts représentants de l'État.
- En 1953, pour les dix ans, Henri Romans-Petit et Alban Vistel défilent avec d'autres maquisards devant François Collaveri (préfet de l’Ain) et Daniel Mayer (parlementaire)[16].
- En 1963, pour les vingt ans, Charles de Gaulle se rend à Oyonnax, toutefois à une autre date que le 11 novembre[17]. La cérémonie du 11 novembre elle-même fait l'objet de discussions entre les anciens résistants au sujet de l'opportunité ou non d'inviter le sous-préfet Georges Dupoizat (ancien maquisard) en tant que représentant de l'État. En effet, certains d'entre eux entendent protester contre la libération des criminels de guerre Carl Oberg et Helmut Knochen en 1962[16].
- En 1973, des dissensions parmi les résistants entraînent l'organisation d'une première cérémonie le 4 novembre avec Jean-Pierre de Lassus Saint-Geniès et Henri Girousse puis d'une seconde le 11 novembre avec Henri Romans-Petit[16].
- En 1983, pour les quarante ans, François Mitterrand, accompagné des ministres Charles Hernu et Louis Mermaz, est présent le 11 novembre à Oyonnax[17].

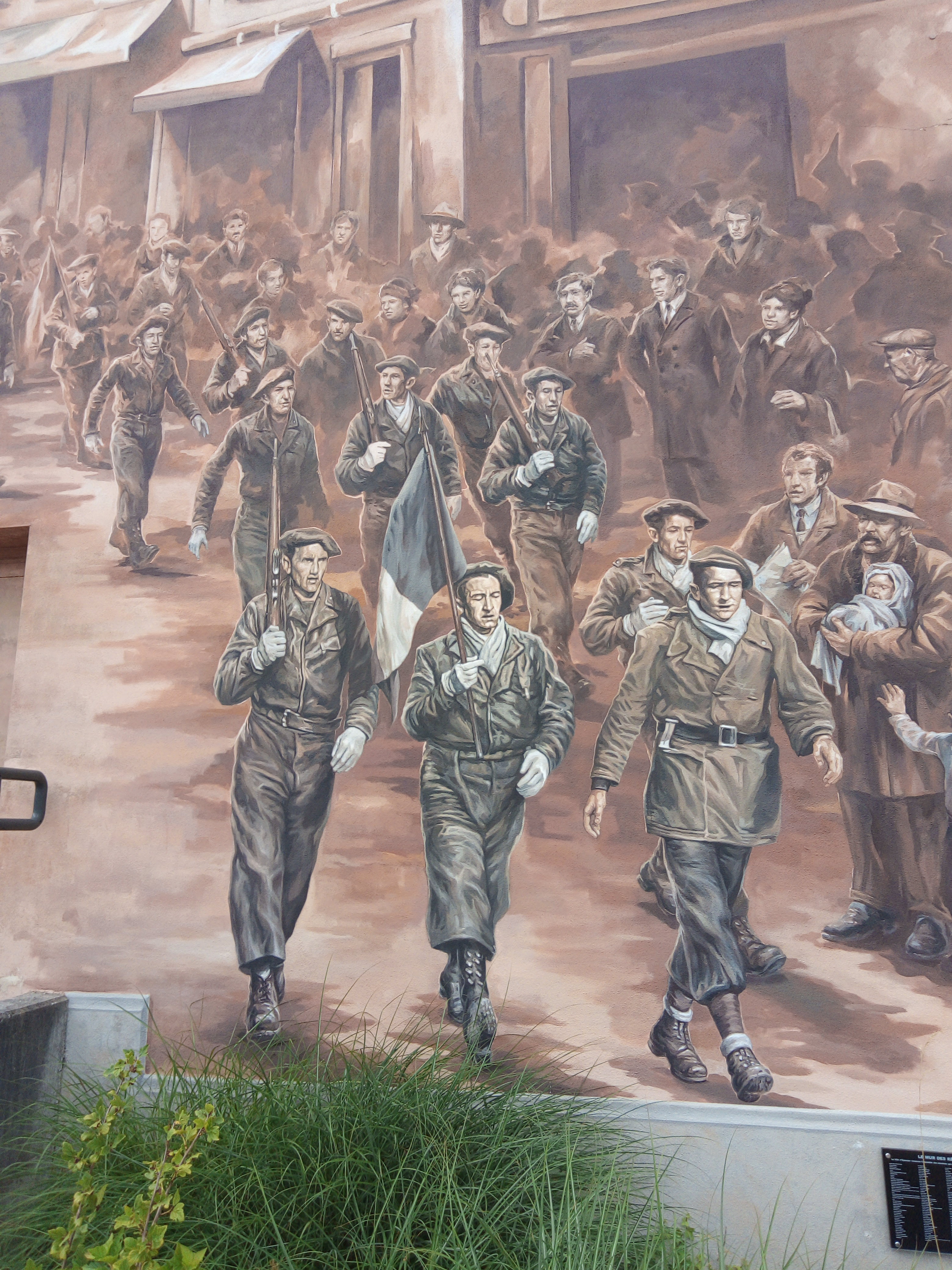
Détail du Mur des Résistants.

- En 1993, le Général Alain de Boissieu, gendre du général de Gaulle, assiste aux cérémonies[17].
- En 2003, Michèle Alliot-Marie, alors ministre de la Défense, assiste aux cérémonies[17] avec Marius Roche (élu de Bourg-en-Bresse et participant du défilé de 1943)[16].
- En 2013, lors du 70e anniversaire, une fresque célébrant le défilé a été inaugurée par le président de la République François Hollande. Il a également rendu hommage à la ville, à la population et au dernier participant (prétendument) encore en vie Marcel Lugand[18],[19],[20]. De plus, une reconstitution fidèle du défilé s'est déroulée. Elle fut assurée par la compagnie Vox International Théâtre[21]. François Hollande s'adresse par ses mots à Marcel Lugand : « Marcel Lugand, vous êtes le dernier acteur de ce défilé de l'espoir, vous étiez le clairon, on vous entend encore. Qu'à travers vous, Marcel Lugand, au-delà de vous, soit saluée la Résistance[22] ». Il apparaît qu'un ou plusieurs autres participants au défilé de 1943 étaient encore vivants au 11 novembre 2013 : André Clément[23], Armand Faron[réf. souhaitée] voire Hubert Reverchon[24].